# Sprachen Senegals

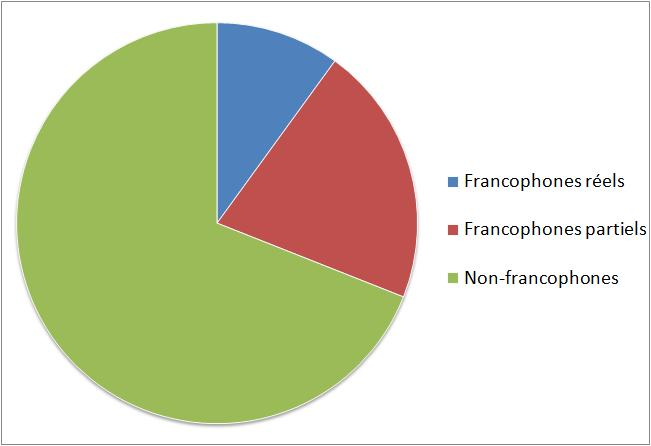
Kenntnis der französischen Sprache in Senegal. 2005 waren 10 % der Senegalesen echte Französischsprecher, 21 % sprachen teilweise Französisch, laut Schätzung der Organisation Internationale de la Francophonie

Senegal ist ein multilinguales („vielsprachiges“) Land – Ethnologue listet 39 Sprachen für den Senegal auf.

## Amtssprache Französisch
Die französische Sprache wurde während der Kolonialzeit des Landes eingeführt. Sie ist heute die Amtssprache des Senegal und damit Sprache der weiterführenden Schulen, des Parlamentes und der Gerichte. Auch Literatur, Musik und Kino des Landes bedienen sich überwiegend des Französischen. Insgesamt sprechen inzwischen etwa 10 % der Bevölkerung fließend Französisch, während 21 % es teilweise verstehen und auch sprechen.

## Nationale Sprachen
Einige senegalesische Sprachen haben den Status einer „Nationalen Sprache“: Balanta-Ganja; Hassaniyya-Arabisch; Diola; Mandinka; Mandjak; Mankanja; Noon (Serer-Noon); Fulfulde; Seereer-Siin; Soninke und Wolof. Weitere werden hinzukommen: Der erste Artikel der senegalesischen Verfassung vom 7. Januar 2001 legt dies fest: „Offizielle Sprache der Republik Senegal ist das Französische. Die Nationalen Sprachen sind Diola, Mandinka, Fulfulde, Seereer, Soninke, Wolof und jede andere nationale Sprache, die kodifiziert wird“. Unter Kodifizierung ist zu verstehen, dass die Sprachen mit einer standardisierten Rechtschreibung versehen und somit für Schulbildung geeignet gemacht werden. Bereits Anfang der 1990er-Jahre war ein Ministerium für die Alphabetisierung in den Nationalsprachen geschaffen worden. Bisher wurden 19 senegalesische Sprachen kodifiziert und im Jahr 2008 zudem eine Akademie der Nationalsprachen gegründet.
Zurzeit werden Wolof, Serer, Fulfulde, Mandinka, Soninke und Diola neben Französisch in den Grundschulen verwendet. Soninke und Mandinka gehören zu den Mande. Diola ist die wichtigste Sprache der Region Casamance. Das Centre de linguistique appliquée de Dakar setzt sich für die Regulierung der westatlantischen Sprachen ein.

## Verkehrssprache Wolof
Wolof ist die am meisten verbreitete Sprache des Senegal und die eigentliche Verkehrssprache Senegals. Für etwa 50 % der Bevölkerung des Landes ist es die Muttersprache, weitere 20 bis 30 % sprechen es als Zweitsprache und viele Nicht-Wolof sprechen diese Sprache auf muttersprachlichem Niveau. Geschätzte 95 % der Bevölkerung verstehen Wolof.
Wolof ist auch im benachbarten Gambia verbreitet und dient so der grenzüberschreitenden Verständigung. Wolof ist sowohl mit dem ebenfalls sehr verbreiteten Fulfulde als auch mit dem Serer eng verwandt. 2010 wurde die senegalesische Verfassung erstmals aus dem Französischen offiziell ins Wolof übersetzt.

## Sprachen in Senegal
Die nachfolgenden Sprecherzahlen der Sprachen in Senegal beziehen sich je nach Sprache auf Jahre zwischen 2006 und 2015. Angaben beziehen sich nur auf die Sprecher innerhalb des Landes, zu etlichen der 39 Sprachen existieren auch alternative Bezeichnungen:
| Sprache             | Sprecherzahl 2006/2007/ 2013/2015 |
| ------------------- | --------------------------------- |
| Badyara             | 2.100                             |
| Bainouk-Gunyaamolo  | 30.000                            |
| Bainouk-Samik       | 1.850                             |
| Balanta-Ganja       | 96.000                            |
| Bandial             | 13.000                            |
| Bayot               | 19.000                            |
| Ejamat              | 2.230                             |
| Französisch         | 4.297.000                         |
| Gusilay             | 18.000                            |
| Hassaniyya-Arabisch | 162.000                           |
| Jalunga             | 10.000                            |
| Jola-Fonyi          | 340.000                           |
| Jola-Kasa           | 45.100                            |
| Karon               | 9.600                             |
| Kerak               | 15.000                            |
| Kobiana             | 500                               |
| Kuwaataay           | 7.200                             |
| Laalaa              | 14.000                            |
| Mandinka            | 669.000                           |
| Mandjak             | 121.000                           |
| Mankanja            | 34.000                            |
| Ménik (Bedik)       | 2.500                             |
| Mlomp               | 6.200                             |
| Ndut                | 43.000                            |
| N’Ko                | nur Zweitsprache                  |
| Noon                | 32.900                            |
| Oberes Guinea-Kriol | 30.000                            |
| Oniyan              | 15.000                            |
| Palor               | 12.000                            |
| Pulaar              | 3.450.000                         |
| Pulaar (Fulfulde)   | 2.740.000                         |
| Pular               | 150.000                           |
| Saafi-Saafi         | 200.000                           |
| Serer-Sine          | 1.180.000                         |
| Soninke             | 281.000                           |
| Wamey               | 21.000                            |
| Wolof               | 5.210.000                         |
| Xasonga             | 10.000                            |